# Сабуров Євген Федорович
Євген Федорович Сабуров (рос. Евгений Фёдорович Сабуров, 13 лютого 1946, Ялта, Крим — 20 червня 2009, Москва) — російський поет, драматург, науковий керівник Федерального інституту розвитку освіти, доктор економічних наук, професор.
В 1994 — віце-прем'єр-міністр Криму.

## Біографічні відомості
У 1970 році закінчив мехмат МДУ. У 1971–1990 рр. на науковій роботі в Центральному економіко-математичному інституті, Держплані СРСР. У 1990–1991 рр. — Заступник міністра освіти РРФСР.
Указом Президента РРФСР від 15 серпня 1991 р № 48 призначений Заступником Голови Ради Міністрів РРФСР, Міністром економіки РРФСР.
У 1991-94 рр. — Директор Центру інформаційних і соціальних технологій при уряді РФ.
З 22 лютого 1994 до вересня 1994 — віце-прем'єр-міністр Автономної республіки Крим, для чого прийняв українське громадянство.
З 1995 — директор Інституту проблем інвестування банку «Менатеп». У 1999 обраний головою ради директорів довірчого та інвестиційного банку.
Автор статей та книги про сучасну російську економіку.

## Літературна діяльність
До кінця 1980-х публікував свої твори тільки на Заході.

### Публікації
- Пороховой заговор (М.: Золотой векъ, 1995. — 160 с.)
- По краю озера (М.: ОГИ, 2001. — 104 с.)
- Власть отвратительна (М: ГУ ВШЭ, 2003. — 216 с.)
- Тоже мне новости (М.: Новое издательство, 2006. — 104 с.)

### Монографії
- Две поэмы («TextOnly», вып.3)
- Вниз по Нилу-реке («TextOnly», вып.13 (июнь 2005 г.))
- Реформы в России: первый этап. М.,1997
- Страна понятного завтра. М., 2001 (в соавторстве)